# Clásica a los Puertos de Guadarrama 2005
La Clásica a los Puertos de Guadarrama 2005, ventottesima edizione della corsa e valida come evento dell'UCI Europe Tour 2005 categoria 1.1, si svolse il 21 agosto 2005 su un percorso di 146 km. Fu vinta dallo spagnolo Xabier Zandio che terminò la gara in 3h28'32", alla media di 42,008 km/h.
Partenza con 92 ciclisti, dei quali 46 portarono a termine il percorso.

## Ordine d'arrivo (Top 10)
| Pos. | Corridore           | Squadra       | Tempo    |
| ---- | ------------------- | ------------- | -------- |
| 1    | Xabier Zandio       | Illes Balears | 3h28'32" |
| 2    | Carlos Castaño      | Andalucía     | s.t.     |
| 3    | José Luis Martínez  | C. Valenciana | a 57"    |
| 4    | José Luis Arrieta   | Illes Balears | a 1'01"  |
| 5    | Rodrigo García Rena | Kaiku         | s.t.     |
| 6    | Daniel Moreno       | Relax         | s.t.     |
| 7    | Francisco Cabello   | C. Valenciana | s.t.     |
| 8    | Óscar García        | Spagna        | s.t.     |
| 9    | Francisco Mancebo   | Illes Balears | s.t.     |
| 10   | Alejandro Valverde  | Illes Balears | s.t.     |